# Het gezin van de maand
Het gezin van de maand is een hoorspel van Siegfried Lenz. Die Glücksfamilie des Monats werd op 2 januari 1964 door de Süddeutscher Rundfunk uitgezonden. Lies Rutgers vertaalde het en de NCRV zond het uit op vrijdag 10 oktober 1969 (met een herhaling op vrijdag 26 april 1971). De regisseur was Wim Paauw. De uitzending duurde 48 minuten.

## Rolbezetting
- Hans Veerman (verteller, de zoon)
- Frans Somers (de vader)
- Dogi Rugani (de moeder)
- Wiesje Bouwmeester (journaliste)
- Hans Karsenbarg (fotograaf)
- Wim Paauw & Jos van Turenhout (mannenstemmen)

## Inhoud
De auteur beschrijft hier een levensperiode van een conciërge van een jongensschool. Voor zo’n man klinkt het lawaai in de lespauzes als muziek in de oren. Maar zo bekijkt mijnheer Steputat het niet helemaal. De sjouwer heeft het warempel niet gemakkelijk. Omdat zijn huis bij de school ligt, wordt hij bijna dagelijks geconfronteerd met wild vechtende knapen. Angstig en gespannen volgt hij dan de ongelijke strijd, klaar om eventueel in te grijpen. Nu heeft hij door een ongeluk een spraakstoornis overgehouden. Hij is hierdoor een ander mens geworden. Woedend kan hij worden als enkele opgeschoten knapen brutaal voor zijn raam al stotterend zijn vroegere scheldnaam ka-ka-toe gescandeerd uitroepen. Maar op een goede dag klopt dan eindelijk het geluk aan zijn deur. Een plaatselijk dagblad kiest twaalfmaal per jaar uit abonnees een “gezin van de maand”. De heer Steputat is nu de gelukkige. Iedere week een keer en dat een hele maand lang mag hij met zijn vrouw een belangrijke gebeurtenis bezoeken op kosten van het dagblad. Maar ook deze “uitverkiezing” en al de publiciteit eromheen biedt hem geen geluk en vrede. Bijna overal wordt hij nu niet au sérieux genomen. Zijn spraak heeft hem nu helemaal in de steek gelaten. En als hij ten slotte niets meer zeggen kan, zullen zijn “belagers” hem met rust laten…